# 玛丽亚·佩雷斯·马卡诺
玛丽亚·佩雷斯·马卡诺（西班牙語：María Pérez Marcano，1989年4月1日—），波多黎各女子柔道运动员，2011年泛美运动会女子70公斤级铜牌得主、2019年泛美运动会女子70公斤级铜牌得主、2023年泛美运动会女子70公斤级银牌得主。